# Ніколо Каруччі
Ніколо Каруччі (22 лютого 2001 , Мілан ) — італійський веслувальник, чемпіон Європи, призер чемпіонату світу.

## Виступи на Олімпіадах
| Олімпіада  | Дисципліна   | Місце |
| ---------- | ------------ | ----- |
| Париж 2024 | парні двійки | 13    |

## Зовнішні посилання
- Ніколо Каруччі на сайті FISA.